# Festa de Nossa Senhora do Carmo
A Festa de Nossa Senhora do Carmo é uma festa católica da cidade do Recife, ocorrendo anualmente entre os dias 6 e 16 de julho. Padroeira de Recife, a devoção à Virgem do Carmo remonta a, pelo menos, 1687, data em que se iniciou a construção da Basílica que custodia sua veneranda imagem. Pouco tempo depois, no ano de 1689, foi celebrada a primeira edição da festa, que se tornou, desde então, uma das maiores festividades da capital pernambucana, reunindo anualmente milhares de pessoas nos seus 10 dias de festa solene e na procissão, que ocorre sempre às tardes do dia 16. 